# Kunsttaal

De Toren van Babel wordt vaak gebruikt als het symbool van de veelheid aan talen die de wereld rijk is. Ook onder makers van kunsttalen is het een geliefd icoon.

Een kunsttaal is een taal die in tegenstelling tot etnische talen niet historisch is gegroeid als onderdeel van een historisch bestaande cultuur, maar is ontworpen door één persoon of een kleine groep personen. Er werden meer dan duizend kunsttalen ontworpen, die kunnen worden onderverdeeld in diverse soorten en zijn gemaakt om diverse redenen: sommige stellen zich ten doel als cultureel onbeladen taal de communicatie tussen de volken te bevorderen, andere dienen ter illustratie van een fictief land, weer andere zijn uitsluitend gemaakt voor het eigen plezier van de maker.
Iemand die zich om een of meer van de bovengenoemde redenen met het vormen van een kunsttaal bezighoudt wordt een ideolinguïst genoemd. Een discipline binnen de taalwetenschap die onderzoek doet rond kunsttalen heet interlinguïstiek.

## Kunsttaal versus natuurlijke taal
Over het algemeen kan worden gesteld dat een natuurlijke taal door de eeuwen heen op natuurlijke wijze is gegroeid, terwijl een kunsttaal door een of enkele personen is bedacht. Toch is het niet altijd even eenvoudig een scherpe grens te trekken tussen natuurlijke talen en kunsttalen.

#### Standaardtalen
Aan de ene kant zijn er de standaardtalen. Dit zijn natuurlijke talen die op een bepaald moment gestandaardiseerd zijn. Vaak is een standaardtaal een samensmelting van verschillende dialecten en worden zowel grammatica als woordenschat door een gezaghebbende instantie gereguleerd. Van sommige standaardtalen kan worden gesteld dat zij in een relatief jong verleden zijn gestandaardiseerd; dit geldt bijvoorbeeld voor het Hebreeuws, het Indonesisch, het Nynorsk en het Rumantsch Grischun. Standaardtalen blijven niettemin natuurlijke talen die ook blijven evolueren onder invloed van hun gebruikers. Nieuwe woorden vinden ingang en vaak veranderen ook uitspraak en spelling.

#### Esperanto, van project tot levende taal
Aan de andere kant kan worden vastgesteld dat in ieder geval één kunsttaal, het Esperanto, inmiddels ook een aantal moedertaalsprekers heeft, zij het op een zeer beperkte schaal. Ook de vorming van neologismen gebeurt in deze taal op een natuurlijke manier. Daarmee kan de ontwikkeling van Esperanto op sommige gebieden net zo "natuurlijk" genoemd worden als die van andere talen.

## Geschiedenis
Het spelen met taal, variërend van het bedenken van nieuwe woorden in de eigen taal tot het creëren van een nieuwe, is als fenomeen ongetwijfeld zo oud als de taal zelf. Van de vele theorieën die de ronde doen over de Schijf van Phaistos, een op Kreta gevonden, uit de 18e eeuw v.Chr. daterende ronde steen met tot op heden niet ontcijferde tekens, is één dat het een kunsttaal zou zijn. Bewijs hiervoor bestaat echter niet; het zou evengoed een onbekende natuurlijke taal, een schrijfoefening, een tekening of zelfs een bordspel kunnen zijn. Als oudste overgeleverde kunsttaal geldt dan ook de Lingua Ignota, een in het Latijn ingebedde woordenlijst van de hand van de Duitse abdis en mystica Hildegard von Bingen, die zij vermoedelijk gebruikte om haar aantekeningen onleesbaar te maken voor de buitenwereld.
In de 18e eeuw begonnen, als voortvloeisel uit de opmars van de logica, verschillende wetenschappers zich toe te leggen op het vervaardigen van kunsttalen. Bekende voorbeelden zijn Gottfried Wilhelm Leibniz, die met zijn Characteristica Universalis (1677) een taal beoogde te maken die elke gedachte met wiskundige precisie kon uitdrukken, en de Analytical language (1668) van bisschop John Wilkins. Deze talen waren zonder uitzondering filosofische talen, talen waarvan de woordenschat volgens een stramien van categorieën is samengesteld.

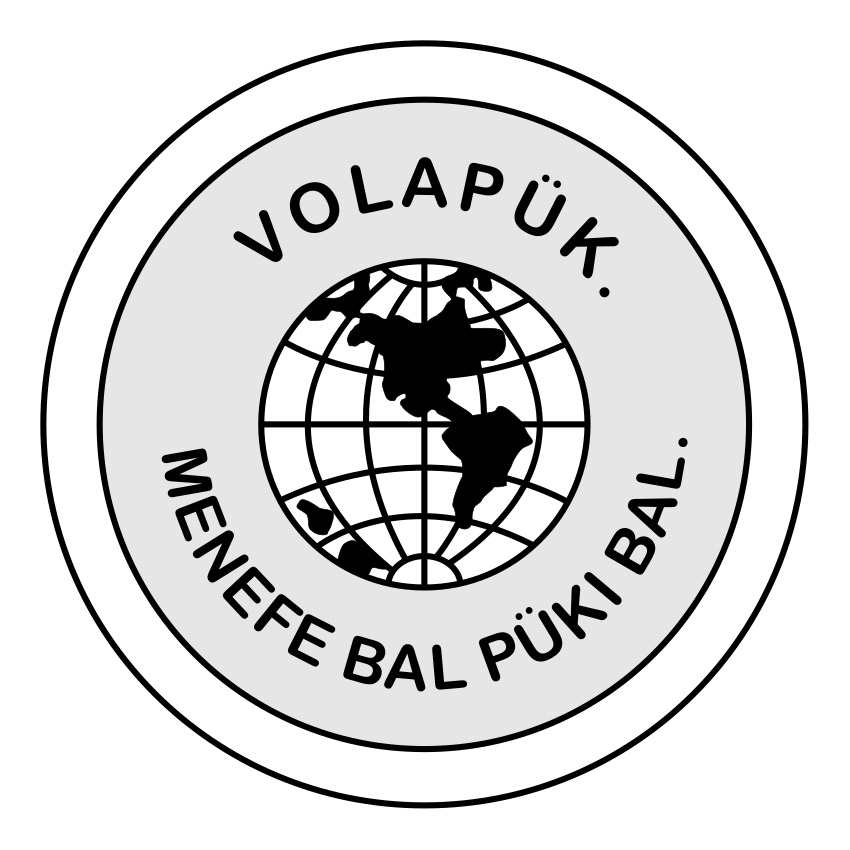
Logo van de Volapükbeweging

In de 19e eeuw begon de opmars van de internationale hulptalen. Deze talen waren een direct antwoord op het groeiende nationale zelfbewustzijn van de Europese volkeren. Om de etnische spanningen die hiervan het gevolg waren te bestrijden en de verschillen te overbruggen, stelden de makers ervan talen voor, die vrij van enige culturele lading en gemakkelijk te leren waren. Het oudste daarvan was het Volapük, dat echter veel minder succesvol bleek te zijn dan het Esperanto, dat in 1887 met die doelstelling werd gemaakt door de Poolse oogarts Ludovich Zamenhof. Vele honderden talen van dit type zijn sindsdien ontwikkeld, maar geen enkele heeft ooit het succes bereikt van het Esperanto. Latere pogingen om het Esperanto te "verbeteren" (zoals het Ido) sloegen nooit echt aan.
In de 20e eeuw zou de wereld ook kennismaken met artistieke talen. Kenmerkend voor deze talen is dat zij in eerste instantie ontwikkeld zijn voor de schoonheid ervan en voor het plezier van het maken ervan, en pas in tweede instantie (kunnen) worden aangewend in werken van fictie. Het beroemdste voorbeeld zijn de elfentalen Quenya en Sindarijns van J.R.R. Tolkien. Ook het Klingon, dat zijn bekendheid dankt aan de populariteit van de serie Star Trek, kan tot deze categorie worden gerekend.
De verspreiding van het internet gedurende de jaren 1990 heeft de kunsttaal een impuls gegeven. Honderden reeds bestaande kunsttalen werden aan de anonimiteit ontrukt, die op hun beurt weer als inspiratie dienden voor honderden nieuwe. Meer dan welke andere kunstvorm dan ook heeft de kunsttaal van deze ontwikkeling kunnen profiteren. De reden hiervoor is tweeledig. Ten eerste was het voordien zeer moeilijk een kunsttaal onder een breder publiek bekend te maken. In het geval van een artistieke taal ging dat uitsluitend via inbedding in een breder werk van fictie, waardoor de taal zelf meestal slechts als een bijzaak werd ervaren, terwijl men voor een internationale hulptaal een uitgever moest overreden iets te publiceren waarvoor de markt uiterst klein was. Ten tweede was het bouwen van kunsttalen een bezigheid waar door velen met een scheef oog naar werd gekeken, zodat de beoefenaars ervan het zelfs onder intimi liever niet ter sprake brachten. Tolkien zelf spreekt in dit verband over zijn secret vice.

## Terminologie
Mede doordat het fenomeen kunsttaal op een klein aantal uitzonderingen na pas vanaf de jaren negentig tot een breder publiek is doorgedrongen, is de naamgeving hieromtrent in het Nederlands nog allerminst uitgekristalliseerd. Het aantal betrokkenen is nog altijd klein, en daar de wereldwijde communicatie erover zich doorgaans in het Engels en Esperanto voltrekt, zijn veel van de gebruikte termen rechtstreeks aan die taal ontleend, al doen ook in het Engels nog verschillende termen de ronde.
Als equivalent voor kunsttaal komt men in het Engels tegen: constructed language (dikwijls ingekort tot conlang), artificial language (artlang), planned language en model language. Deze betekenen grofweg hetzelfde, al worden de eerste twee soms specifiek gebruikt voor artistieke talen, terwijl planned language meestal van toepassing is op internationale hulptalen. Al met al lijkt constructed language het te gaan winnen.
Naast kunsttaal komen al deze termen ook in het Nederlands voor: geconstrueerde taal, artificiële taal, plantaal, geplande taal, modeltaal. Het vervaardigen van kunsttalen wordt ook wel aangeduid als linguafictie, een woord dat niet ten onrechte een verwantschap suggereert met het begrip geofictie. In de jaren negentig bestond er ook een Nederlands Genootschap voor Linguafictie.
Nog moeilijker is het een Nederlands equivalent te vinden voor de persoon die het maken van kunsttalen beoefent. Het Engels heeft het woord conlanger, het Frans glossopoète, het Italiaans glottoteta en het Spaans ideolingüista. Omdat woorden als "kunsttalenmaker" en "linguaficticus" nauwelijks bruikbaar zijn, wordt in het Nederlands meestal het Engelse conlanger gehanteerd. Ook de term ideolinguïst komt voor.

## Soorten kunsttalen
Kunsttalen kunnen worden ingedeeld langs verschillende scheidslijnen. Hierbij valt te denken aan criteria als: doel (waarom is de taal gemaakt?), medium (hoe wordt de taal gepresenteerd?) en ook de taal zelf (wat is de voornaamste bron van woordenlijst en grammatica?). Om miskwalificatie te voorkomen is het van belang dat deze criteria niet door elkaar worden gebruikt, al blijft het zelfs dan niet altijd eenvoudig om een taal eenduidig in te delen. Zo komt het regelmatig voor dat de auteur van een in wezen artistieke taal deze aan de man probeert te brengen door hem als hulptaal te presenteren, terwijl sommige auteurs van logische talen hun werk voorzien van een geofictie.

## A priori versus a posteriori

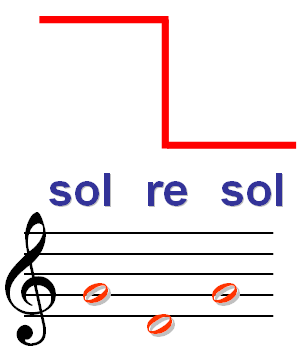
Solresol

Een belangrijk en veel gebruikt criterium om kunsttalen van elkaar te onderscheiden is de bron van het materiaal, in het bijzonder de woordenlijst (of althans het merendeel ervan) en de grammatica. A-prioritalen zijn talen waarin deze grotendeels zijn ontsproten aan het brein van de auteur zelf, hetzij als product van zijn fantasie, hetzij als resultaat van een door hem aangestuurd, al dan niet geautomatiseerd, toevalsproces.
Tot de a-prioritalen behoren:
- onspreekbare talen. Hierbij valt te denken aan voor internationaal gebruik vervaardigde gebarentalen, maar ook aan pasigrafieën (beeldtalen) en muziektalen. Een vermeldenswaardig voorbeeld van een muziektaal is Solresol;
- filosofische talen, ook wel aangeduid als categorische talen. Dit zijn talen waarvan de woordenschat langs schematische weg tot stand is gekomen: woorden die tot dezelfde categorie behoren, hebben gemeenschappelijke kenmerken, zodat een woord eenvoudig kan worden herkend als een familielid, een telwoord, een kleur, enz. Dergelijke talen waren bijzonder populair in de 18e eeuw, al komen zij ook in de moderne tijd (Ro, Ygyde) nog wel voor;
- naturalistische a-prioritalen. Deze worden gekenmerkt door het feit dat zij veel kenmerken vertonen van natuurlijke talen, al hebben zij dikwijls de neiging complexer of ten minste ongebruikelijker te zijn. Tot deze categorie behoren zowel het Klingon als de talen van J.R.R. Tolkien, maar ook modernere werken als het uit 1962 daterende Teonaht van de Amerikaanse schrijfster en taalkundige Sally Caves en het Láadan van de eveneens Amerikaanse sciencefictionschrijfster Suzette Haden Elgin.

A-posterioritalen daarentegen zijn gebaseerd op voorgevormd materiaal, meestal in de vorm van een of meer natuurlijke talen maar mogelijkerwijs ook een reeds bestaande kunsttaal. Tot deze categorie behoren:
- talen die in meer of mindere mate gebaseerd zijn op één bestaande taal. Soms geschiedt dit in de vorm van aan een natuurlijke taal toegevoegd vocabulaire, zoals Nadsat, een deels op het Russisch gebaseerd Engels "kunstslang" dat door Anthony Burgess werd gebruikt in zijn boek A Clockwork Orange. Ook het omgekeerde komt voor: talen die juist bestaan uit een beperkt deel van een bestaande taal. Het bekendste voorbeeld hiervan is het Basic English. Tot deze categorie kunnen ten slotte ook gerekend worden kunstdialecten, ideeën over hoe een taal er in de 26e eeuw uitziet, alsmede alternatieve spellingen;
- denkbeeldige leden van een bestaande taalfamilie. Dit zijn vrijwel zonder uitzondering artistieke talen. Het meest talrijk zijn fictieve Romaanse talen, zoals het Brithenig, het Wenedyk en het Talossaans. Ook de kleine groep Noord-Slavische talen behoort tot deze categorie;
- op meerdere talen gebaseerde talen. Dit geldt voor de meeste internationale hulptalen. Zo baseert het Esperanto zijn woordenschat op materiaal uit diverse Romaanse talen, Germaanse talen en Slavische talen, al heeft het Romaanse element er de overhand. Een ander voorbeeld is Folkspraak, een taal die een amalgaam is van verschillende Germaanse talen. Het meest extreme voorbeeld is wel het Eklektu, dat zijn materiaal op niet minder dan veertig uiteenlopende talen baseert.

Een bijzondere plaats binnen de a-posteriorigroep wordt ingenomen door talen, die gemaakt zijn met de bedoeling zich te ontwikkelen tot natuurlijke talen. Dit kan gezegd worden van het Modern Hebreeuws, dat werd ontwikkeld op basis van het uitgestorven Bijbelse Hebreeuws, van het Bahasa Indonesia, van het Nynorsk en van het Rumantsch Grischun. Ook het op basis van het uitgestorven Oudpruisisch vervaardigde Nieuwpruisisch hoort in dit rijtje thuis.

## Onderverdeling naar doel
Van grotere betekenis dan bovenstaande onderverdeling tussen a-priori- en a-posterioritalen is een onderverdeling naar doel. Anders gezegd: naar het waarom van de taal, of ook naar de criteria die gebruikt kunnen worden om het succes of falen van een taal te bepalen. Men onderscheidt de volgende categorieën:

### Artistieke talen
Taal kan artistiek zijn in de mate dat kunstenaars taal gebruiken als bron voor creativiteit in kunst, poëzie, kalligrafie of als metafoor om thema’s als culturele diversiteit en de kwetsbaarheid van het individu in een globaliserende wereld aan te kaarten.
Sommige mensen 'ontwerpen' echter een taal voor hun eigen plezier, Het ontwerpen van een taal is niet eenvoudig en het plezier is dan ook te slagen in deze moeilijke opgave. Het is zelden de bedoeling van deze ontwerpers dat hun taal ooit echt gebruikt gaat worden; in het beste geval kan het een weg vinden naar taalkundigen. Toch komt het incidenteel voor, dat – in weerwil van de auteur – een artistieke taal een schare fans verwerft die hem ook daadwerkelijk gaan gebruiken. Er is zelfs één geval bekend van een native speaker: een vader, die een groot fan was van Star Trek, voedde zijn zoon geheel op in het Klingon. Het experiment mislukte overigens, vooral omdat het Klingon essentiële alledaagse woorden miste, zoals "tafel" en "speen".

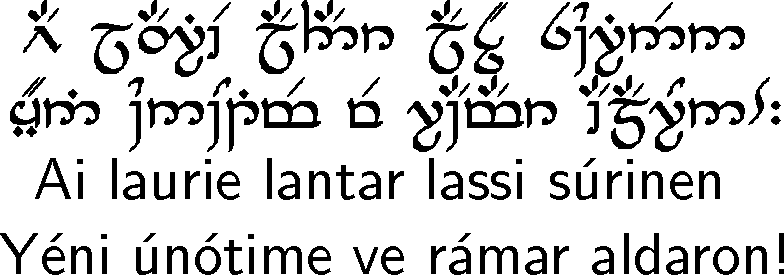
Voorbeeld van het Quenya, dat beroemd is geworden dankzij de werken van J.R.R. Tolkien, achtereenvolgens in het door hemzelf ontworpen Tengwarschrift en in het Latijnse schrift

In sommige gevallen kan het ontwerpen van een kunsttaal de aanzet zijn tot andere activiteiten, die wel uit de duisternis van een obscure publicatie kunnen geraken. Het meest bekende geval in dit verband is J.R.R. Tolkien. Het ontwerpen van de talen van Midden-Aarde, zoals de elfentalen Quenya en Sindarin, had tot gevolg dat hij er meer mee wilde doen en ten slotte The Hobbit (1937) en The Lord of the Rings (1937-1949) schreef. Met name het laatstgenoemde werk is buitengewoon populair geworden.
Een ander voorbeeld van een kunsttaal die door een schrijver is ontwikkeld, is het door Rolandt Tweehuysen ontwikkelde Spokaans, dat in Spokanië wordt gesproken. Ook hiervoor geldt dat de taal er eerder was dan de ermee samenhangende cultuur. Dit is meestal het geval als geofictici zich toeleggen op het ontwerpen van een eigen taal.
De meningen zijn verdeeld over de vraag of een kunsttaal als een kunstvorm mag worden beschouwd, dan wel uitsluitend als hobby moet worden gezien. De meeste linguafictici beschouwen hun eigen werk wel degelijk als een kunstvorm, temeer daar er vele parallellen aan te wijzen zijn met andere vormen van kunst die voor iedereen als zodanig gelden.
Binnen de artistieke talen worden de volgende subgenres onderscheiden:
- Fantasietalen zijn dikwijls onderdeel van een fictief land of een fictieve wereld. Het doel ervan is dan ook deze van meer diepgang en detail te voorzien, al gebeurt het omgekeerde ook regelmatig. In veel gevallen zijn deze talen en werelden slechts bekend bij hun auteurs en misschien aan hun vrienden; enkele van deze werelden zijn echter uitgegroeid tot monumentale bouwwerken, die op het internet te bewonderen zijn. Naast het Midden-Aarde van Tolkien geldt dit bijvoorbeeld ook voor Spokaans, en voor Almea, waarin de door de Amerikaan Mark Rosenfelder gebouwde taal Verdurisch figureert.
Binnen deze categorie wordt verder onderscheid gemaakt tussen professionele[3] fantasietalen, die een plaats hebben in een boek, film, computerspel of in een muzikale context, en amateurfantasietalen[4], die slechts door hun scheppers op het internet zijn gepubliceerd of helemaal niet. 
De meeste fantasietalen zijn naturalistisch van aard, zij het niet per definitie. Er zijn enkele voorbeelden bekend van naturalistische fantasietalen die worden gepresenteerd alsof het een werkelijk bestaande taal betreft; sommigen beschouwen deze talen als een zelfstandige subgroep.
- Fictieve talen zijn verzonnen, niet of nauwelijks bestaande talen die een rol spelen in liedjes, boeken, films of computerspellen. Een fictieve taal is in grote lijnen hetzelfde als een fantasietaal. Het belangrijkste verschil is dat laatstgenoemde geconstrueerd is en alle componenten van een natuurlijke taal bevat, terwijl een fictieve taal doorgaans slechts uit een naam en niet meer dan enkele fragmenten bestaat. Die fragmenten zelf voldoen vaak, maar niet altijd, aan de regels van een fantasietaal. Wel kan een fictieve taal "uitgroeien" tot een fantasietaal, zoals met het Klingon gebeurd is. Typische voorbeelden van fictieve talen zijn de talen die worden gebruikt in Star Wars en Babylon 5, de Zwarte Taal en andere door Tolkien in The Lord of the Rings gebruikte talen, het Pravisch, dat door Ursula K. LeGuin wordt gebruikt in haar roman The Dispossessed, en het Syldavisch, dat een bescheiden rol speelt in de Kuifjereeks van de Belgische striptekenaar Hergé.
- Alternatieve talen (een term direct ontleend aan het Engels) zijn doorgaans onderdeel van een alternatieve geschiedenis. Zij hebben een speculatief karakter. Meestal geven zij antwoord op de vraag hoe een taal eruit zou hebben gezien wanneer bepaalde historische gebeurtenissen anders waren geweest. Het Brithenig bijvoorbeeld is de hypothetische taal die zou zijn ontstaan wanneer het vulgair Latijn meer was aangeslagen in Groot-Brittannië dan in werkelijkheid is gebeurd, met als resultaat een taal die een overwegend Romaanse woordenschat heeft en een fonologie die doet denken aan het Welsh. Andere voorbeelden van alternatieve Romaanse talen zijn het Wenedyk, gebaseerd op het Pools, en Breathanach, gebaseerd op het Gaelic.
- Micronationale talen zijn talen die specifiek zijn gebouwd voor en gebruikt worden in micronaties. Het leren van de taal is voor de deelnemers aan zo'n project even vanzelfsprekend als het maken van munten en postzegels of het deelnemen aan de regering. Op bijeenkomsten wordt de taal gesproken en worden nieuwe woorden en grammaticale constructies naar behoefte ad hoc gecreëerd. Het Talossaans, door R. Ben Madison gemaakt voor zijn Koninkrijk Talossa, is het bekendste voorbeeld hiervan en tevens een van de grootste kunsttalen ooit gemaakt.
- Persoonlijke talen zijn talen die met geen enkel ander doel zijn gemaakt dan de taal zelf. Er zijn geen fictieve werelden aan verbonden en niemand, fictief of niet, maakt er gebruik van, afgezien misschien van de auteur zelf. Talen als deze zijn meestal bedoeld als demonstratie van schoonheid of als oefenterrein voor taalkundige ideeën. Talen als deze hebben meestal slechts een kleine woordenschat en hun auteurs houden zich er dikwijls slechts korte tijd mee bezig alvorens zich te wijden aan nieuwe projecten. Wel hebben sommige van deze talen het potentieel uit te groeien tot fantasietalen, geheimtalen of micronationale talen. Honderden van dergelijke persoonlijke talen zijn op het internet te bewonderen, al zijn ze zelden significant genoeg om hier te vermelden. Een persoonlijke taal die wel veel bekendheid verwierf, is het Toki Pona van de Canadese Sonja Lang.
- Geheimtalen zijn er om te kunnen communiceren, gewoonlijk schriftelijk, zonder dat anderen de inhoud kunnen achterhalen. Zij worden door individuen gebruikt voor dagboeken, boodschappenbriefjes, maar ook door clubs en andersoortige groepen. De rol van geheimtalen is tegenwoordig grotendeels overgenomen door encryptie.
- Parodietalen zijn uiterst zeldzaam. Soms zijn zij primair bedoeld om grappig te klinken, zoals het DiLingo, soms ook hebben zij een satirisch karakter, zoals de diverse parodieën op het Esperanto.

### Internationale hulptalen
Tegen het einde van de 19e eeuw en in de eerste helft van de 20e eeuw ontstonden er diverse nieuwe kunsttalen. De bedoeling van deze talen was de wereld een neutrale taal te verschaffen om communicatie tussen diverse landen en volkeren mogelijk te maken. In die tijd bestond de oprechte hoop dat zo'n taal eenheid zou brengen tussen alle mensen van alle landen, boven ras en nationaliteit verheven. In Frankrijk was men inmiddels tot het besef gekomen dat het Frans snel zijn pluimen aan het verliezen was ten voordele van het Engels, en aangezien in de Franse optiek alles beter was dan het Engels als internationale taal was er steun uit die hoek. Ook socialistische en communistische organisaties, die het internationalisme destijds nog hoog in hun vaandel droegen, toonden interesse voor een internationale taal. Na de Tweede Wereldoorlog was de macht van de Verenigde Staten van Amerika dermate sterk dat het idee van een internationale taal van de politieke agenda verdween. Ook de Europese integratie heeft de roep om een neutrale, Europese taal vooralsnog niet wezenlijk versterkt.
De term internationale hulptaal, ook wel kortweg aangeduid als internationale taal, is een letterlijke vertaling van het Engelse international auxiliary language (dikwijls afgekort tot IAL of auxlang). De term "hulptaal" impliceert, dat deze talen eerder bedoeld zijn om als additionele lingua franca voor de volken te dienen dan om de natuurlijke talen te vervangen.

Esperantovlag

Kenmerkend voor internationale hulptalen zijn: een eenvoudige fonologie, waardoor de taal door iedereen gemakkelijk uitgesproken kan worden; een simpele grammatica zonder uitzonderingen of onregelmatigheden, zodat de taal gemakkelijk geleerd kan worden; en een woordenschat die voor een maximaal aantal mensen herkenbaar is. In de praktijk zijn de meeste talen van dit type overwegend Latijns of Romaans van karakter: Esperanto, Ido, Interlingua, Glosa, Occidental, Latino sine Flexione, Lingua Franca Nova, enz. Toch zijn er ook talen die zich specifiek richten op een andere taalfamilie, zoals Folkspraak op de Germaanse talen en Interslavisch op de Slavische. Deze worden wel zonale kunsttalen genoemd. Het Volapük, dat voor de opmars van het Esperanto in hoog aanzien stond maar tegenwoordig nauwelijks meer wordt gebruikt, is gebaseerd op het Engels en het Duits, zij het op een bijna onherkenbare manier.
Bovenstaande talen worden door critici ook wel euroklonen genoemd, omdat zij grotendeels gebaseerd zijn op een of meer Europese talen. Om te voorkomen dat de sprekers van bepaalde talen in het voordeel zijn boven de sprekers van andere, zijn er ook internationale hulptalen gebaseerd op een veel breder talenspectrum, bijvoorbeeld het Sona en het bovengenoemde Eklektu. Ook is er een stroming die gelooft, dat daadwerkelijke neutraliteit alleen bereikt kan worden met een a-prioritaal.
Ondanks de bemoeienissen van de voorvechters van internationale hulptalen, worden deze niet massaal gebruikt. Wanneer het erop aankomt, blijken de meeste mensen toch liever Engels of Frans te leren. Wat het succes van deze talen ook ernstig in de weg staat, is de rivaliteit tussen de diverse talen en hun aanhangers. Het meest succesvol is tot dusverre het Esperanto, dat wereldwijd door enkele miljoenen mensen wordt gesproken en zich kan beroepen op een aantal van 200 tot 2000 moedertaalsprekers. Toch is het Esperanto niet uitgegroeid tot een internationaal op grote schaal gebruikte taal.
Tot de internationale hulptalen behoren ook voorstellen tot een universeel blindenschrift, dat moet corresponderen met de internationale taal wanneer die eenmaal is gekozen. Voorts is het Gestuno voorgesteld als een lingua franca voor doven, die de verschillen tussen de vele lokale gebarentalen zou kunnen overbruggen.

### Conceptuele talen

Lojbanlogo

Conceptuele talen (Engels: engineered languages) zijn talen waarvan het doel besloten ligt in de ontwerpcriteria. Dergelijke talen zijn over het algemeen bedoeld om een hypothese te testen of te bewijzen, die betrekking heeft op de manier waarop talen het menselijk brein beïnvloeden. Het onderliggende concept van dergelijke talen is tegelijkertijd het primaire doel ervan. Het mechanisme van de taal is als het ware om dit concept heen gebouwd en de taal kan op basis van de daaruit voortvloeiende criteria objectief worden geëvalueerd. Dit onderscheidt conceptuele talen van andere soorten kunsttalen. Immers, kunstzinnigheid is een ongrijpbaar gegeven, zodat het succes van een artistieke taal alleen kan worden bepaald door de auteur zelf, eventueel aan de hand van de instemming van het publiek, terwijl dat van internationale hulptalen kan worden afgemeten aan het aantal mensen dat de taal wil leren.
Binnen de conceptuele talen zijn drie subcategorieën te onderscheiden:
- Logische talen zijn gebaseerd op predicaatlogica of een andere vorm van formele logica en streven naar volstrekte ondubbelzinnigheid. De directe aanleiding is in veel gevallen de hypothese van Sapir-Whorf, die stelt dat het denken van een mens wordt bepaald door de taal die hij spreekt, en dat een "betere" taal dus zal leiden tot "betere" manier van denken. De bekendste voorbeelden zijn Loglan en de opvolger daarvan, Lojban.
- Experimentele talen zijn in feite alle conceptuele talen die niet onder de logische of de filosofische talen vallen. Een voorbeeld is het Ithkuil, dat ernaar streeft een zo groot mogelijke hoeveelheid informatie zo compact mogelijk over te brengen.

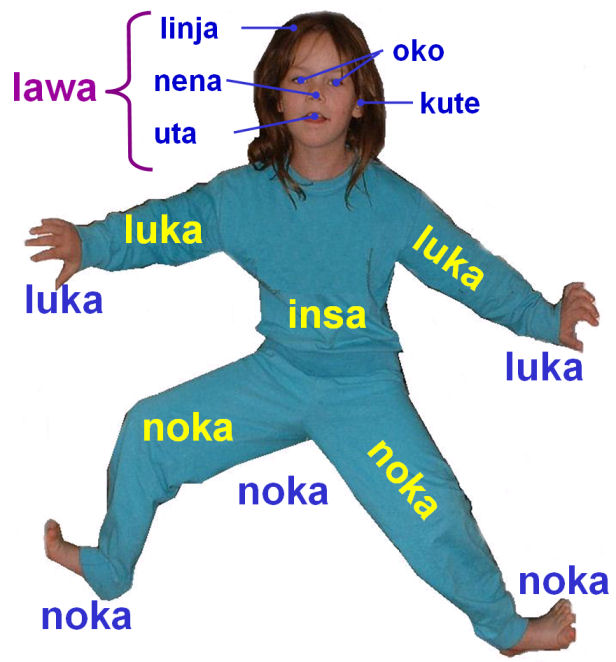
Lichaamsdelen in het Toki Pona

- Filosofische talen borduren voort op een filosofie, die meestal aan het verschijnsel taal gerelateerd is. De term wordt in twee, elkaar gedeeltelijk overlappende betekenissen gebruikt. In engere zin heeft deze betrekking op de groep talen, die ook wel wordt aangeduid als categorische talen of taxonomische talen (zie boven) en vooral geliefd was tijdens de verlichting. Het filosofische aspect berust op het feit, dat men er middels het classificeren van alle menselijke kennis naar streefde een "ideale" of "volmaakte" taal te creëren. Later zijn echter diverse filosofische talen gecreëerd, die niet gebaseerd zijn op een taxonomische onderverdeling van de woordenschat, maar op een andere manier bedoeld gerelateerd zijn aan een filosofie. Voorbeelden hiervan zijn het Láadan, een op het feminisme gebaseerde taal die tevens een rol speelt in fictie, en het Toki Pona, dat gebaseerd is op het Taoïsme.

### Gereconstrueerde talen
Tot de categorie der kunsttalen kunnen eventueel ook de vele reconstructies worden gerekend van prototalen, die op basis van bekende afstammelingen ervan door taalkundigen zijn gemaakt. Hierbij valt te denken aan het Proto-Indo-Europees, het Proto-Semitisch, het Oergermaans, het Oerslavisch en in zekere zin ook het vulgair Latijn. Deze talen zelf waren natuurlijk allerminst kunsttalen, maar aangezien zij niet of nauwelijks zijn overgeleverd, zijn reconstructies ervan slechts hypotheses, die het werk zijn van een of enkele personen.
Hetzelfde geldt voor reconstructies van talen, die veel later zijn uitgestorven, zoals het Dalmatisch, het Krim-Gotisch of het Oudpruisisch. Dergelijke talen zijn slechts gedeeltelijk overgeleverd. Wanneer iemand een eigentijdse versie ervan creëert of anderszins lacunes invult, moet geconcludeerd worden, dat het eindresultaat in ieder geval gedeeltelijk een kunsttaal is.

### Taalspelletjes
Strikt genomen zijn taalspelletjes geen kunsttalen. Veeleer bestaan zij slechts uit een mechanisme dat kan worden gebruikt om een bestaande taal volgens een vast patroon te veranderen. Vaak worden zij gebruikt door groepen om hun conversatie onbegrijpelijk te maken voor buitenstaanders. Het bekendste voorbeeld is Pig Latin, dat er ruwweg op neerkomt dat de eerste medeklinker van een (Engels) woord naar het eind ervan wordt verplaatst, gevolgd door "ay", en dat over de hele wereld in vele varianten bestaat. Een vergelijkbare taal is het in Frankrijk populaire Verlan, dat neerkomt op het verwisselen van lettergrepen. Een andere manier is woorden te verzinnen of veranderen zodat ze op een andere taal lijken. Voorbeelden zijn potjeslatijn en pseudo-Nahuatl.
Ook de in Nederland bekende Smurfentaal kan tot deze categorie worden gerekend, evenals het door Willy Vandersteen in zijn Suske en Wiskereeks gebruikte Chokowaaks en Hiawathataal, dat gebaseerd is op de Nederlandse teksten die gebruikt werden bij de Disneystrip.
De voornaamste doelgroep zijn doorgaans kinderen. Het probleem met deze taalspelletjes is dat zij een zuiver gesproken karakter hebben; er bestaat zelden een uniforme, geschreven versie. Omdat het in feite geen talen zijn maar slechts eenvoudige veranderingen van een bestaande taal, staan taalspelletjes in de ogen van velen onderaan de ladder der kunsttalen.

### Computertalen
Een speciale categorie, die eigenlijk maar half thuishoort in de familie der kunsttalen, zijn programmeertalen.